# Life Goes On (bài hát của Ed Sheeran)
"Life Goes On" là một bài hát của nam ca sĩ kiêm nhạc sĩ người Anh Ed Sheeran. Ca khúc đã được phát hành dưới dạng đĩa đơn thứ ba trong album phòng thu thứ sáu − (2023) vào ngày 12 tháng 5 năm 2023 thông qua hãng Asylum Records và Atlantic Records. Ngoài ra, dạng đĩa đơn của ca khúc còn có thêm một bản song ca với nam ca sĩ người Mỹ Luke Combs đã được phát hành cùng ngày. Ca khúc do giọng ca chính Ed Sheeran sáng tác và được Aaron Dessner đảm nhận vai trò sản xuất. Video ca nhạc cho bản solo của bài hát đã được công chiếu vào ngày 5 tháng 5 năm 2023, cùng ngày với album được phát hành.

## Bối cảnh
Vào ngày 1 tháng 3 năm 2023, Ed Sheeran đã chính thức công bố về bài hát này cùng với album, đồng thời tạo ra một số cơ hội đặt hàng trước cho album. Hai tháng sau, vào ngày 11 tháng 5, trước khi anh ngỏ ý về sự hợp tác, Sheeran đã từng nhiều lần chia sẻ về Luke Combs và đồng thời anh cũng tiết lộ về sở thích nghe nhạc đồng quê và mong muốn sẽ chuyển phong cách âm nhạc của mình sang thể loại đó. Đến cuối ngày hôm đó, cả hai người đều đã biểu diễn song ca cho bài hát Life Goes On tại lễ trao giải ACM 2023 nằm tại Khu trung tâm Ford ở thành phố Frisco, Texas.

## Sáng tác
Ca khúc phần lớn đều được sáng tác nhằm để tưởng nhớ cho người bạn quá cố của Sheeran, Jamal Edwards sau khi qua đời vì chứng rối loạn nhịp tim. Trong bản song ca của ca khúc, anh và Combs cùng hô vang những câu điệp khúc nhằm để bày tỏ sự đau khổ khi mất đi một người bạn quan trọng và cách mà nỗi đau đó đi qua như “Nói cho tôi biết / Cuộc sống của tôi sẽ ra sao khi cậu đi? / Tôi nghĩ / Mình sẽ chìm như một hòn đá / Nếu cậu bỏ tôi đi / Giông tố rồi sẽ đến / Dễ đến mà khó đi / Rồi cuộc sống thì vẫn tiếp tục”.

## Bảng xếp hạng
| Bảng xếp hạng (2023)                     | Thứ hạng |
| ---------------------------------------- | -------- |
| Úc (ARIA)                                | 23       |
| Canada (Canadian Hot 100)                | 27       |
| Thế giới Global 200 (Billboard)          | 95       |
| Ireland (IRMA)                           | 19       |
| New Zealand (Recorded Music NZ)          | 36       |
| Thụy Điển (Sverigetopplistan Heatseeker) | 15       |
| Anh Quốc (OCC)                           | 29       |
| Hoa Kỳ Billboard Hot 100                 | 66       |
| Hoa Kỳ Country Airplay (Billboard)       | 59       |